# La Fère
La Fère es una comuna francesa, situada en el departamento de Aisne, de la región de Alta Francia.

## Historia
Durante las guerras de religión de Francia fue un bastión de la Liga Católica desde 1585, hasta su toma por las tropas de Enrique IV el 16 de mayo de 1596.
El 28 de febrero de 1814 fue ocupada por las tropas ruso-prusianas comandadas por Friedrich Wilhelm von Bülow.

## Geografía
La Fère está situada a orillas del río Oise, a 20 km al noroeste de Laon. Forma una aglomeración urbana con Chauny y Tergnier.

## Demografía
| 3 161 | 3 703 | 3 531 | 2 979 | 2 930 | 2 817 | 3 012 | 2 869 |
| Para los censos de 1962 a 1999 la población legal corresponde a la población sin duplicidades (Fuente: INSEE [Consultar]) |       |       |       |       |       |       |       |